# 兆龙饭店
兆龙饭店，位于北京市朝阳区三里屯街道工体北路2号，是一家五星级酒店。该酒店在1985年开业，是中国改革开放初期在北京设立的由外资赞助的酒店。酒店由包玉刚捐资1000万美元建成，邓小平亲自题写店名，并出席饭店的开业典礼。这家酒店是中国在改革开放后中共中央接受外资的标志性产物。

## 历史
1980年前，北京负责接待外宾的酒店只有7家，而且无论是硬件还是配套服务都与国外的星级宾馆差距极大。1978年包玉刚来到北京，发现没有适合的酒店居住，就向他的表亲、国家旅游总局局长卢绪章提出捐资建酒店。这个时候，邓小平等领导也表示支持外资投资建设酒店以支持旅游服务，长城饭店和建国饭店两个项目随即立项。
1980年3月15日，包玉刚应柴树藩的邀请到北京谈采购船只和航运合资经营等合作事宜。协议签订后，王震、谷牧、姚依林等人会见包玉刚。会谈中，包玉刚表示愿意支持中国发展旅游事业：“北京缺少旅游饭店，我来贡献，就在北京建一座旅游饭店，我只有一个要求：纪念我的爸爸，我爸爸已经80多岁了，饭店就叫兆龙饭店。”当时正处于改革开放初期，接受外资需要承受很大的政治压力。时任国家旅游总局副局长的庄炎林为包玉刚此事给廖承志和邓小平提交报告，寻求支持。邓小平表示支持。
1981年7月3日，包玉刚和父亲包兆龙专程来到北京，向中共中央领导面交捐款书及支票，并参加兆龙饭店的奠基典礼。包玉刚也曾参与对酒店的设计方案的修改。1981年7月4日，国家旅游总局举行兆龙饭店工程奠基典礼。国务院副总理陈慕华及包玉刚、包兆龙一行9人出席。1981年7月6日，邓小平在人民大会堂会见包玉刚等人。包玉刚向邓小平当面呈上1000万美元建造兆龙饭店的支票和1000万美元建造上海交通大学图书馆的承诺书。但直到1982年11月包兆龙逝世，饭店仍未动工。1983年2月13日，兆龙饭店正式动工:111。9月5日，邓小平亲笔题写“兆龙饭店”店名。
1985年10月25日，邓小平亲自出席兆龙饭店的落成仪式，并与包玉刚在兆龙饭店合影留念。饭店的建成及初期运作都离不开邓小平的大力支持。
2002年，兆龙饭店被评级为五星级酒店。
2019年10月，兆龙饭店重新装修后由凯悦酒店集团旗下的精品酒店品牌 Joie de Vivre 管理并成为该品牌第一家亚太区酒店。

## 延伸阅读
- 庄炎林与改革开放，搜狐，2009-02-25（页面存档备份，存于）